# Nils Slaatto
Nils Slaatto, född 22 juni 1923, död 16 mars 2001 var under mer än två decennier en av Norges mest framstående och inflytelserika arkitekter. Han gjorde ett starkt och särpräglat intryck på norsk arkitektur. Slaatto samarbetade med Kjell Lund i ett arkitektbyråpartnerskap under många år.

## Biografi

### Tidigt liv och utbildning
Nils Slaatto föddes i Lillehammer i Oppland, Norge. Hans far, Oddmund Eindride Slaatto, var en funktionalistisk arkitekt i Oslo under åren mellan de två världskrigen. Hans mamma, Anine Wollebæk, var också arkitekt, och tog examen från tekniska universitetet, men praktiserade aldrig.
Under 1938–1939 läste Nils Slaatto snickeri vid Tekniska skolan i Oslo innan han skrevs in vid Norges tekniske høgskole, Arkitektfakulteten, där han avlade examen 1947. Efterkrigstiden bjöd på många uppgifter. Det mest krävande var återuppbyggnaden av Nordnorge, där Slaatto deltog i återuppbyggnaden av Finnmark fylke som distriktsarkitekt i Vadsø kommun och Tana kommun 1948 till 1950. Stora delar av området drabbades av stora skador under kriget på grund av tyskarnas användning av brända jordens taktik.

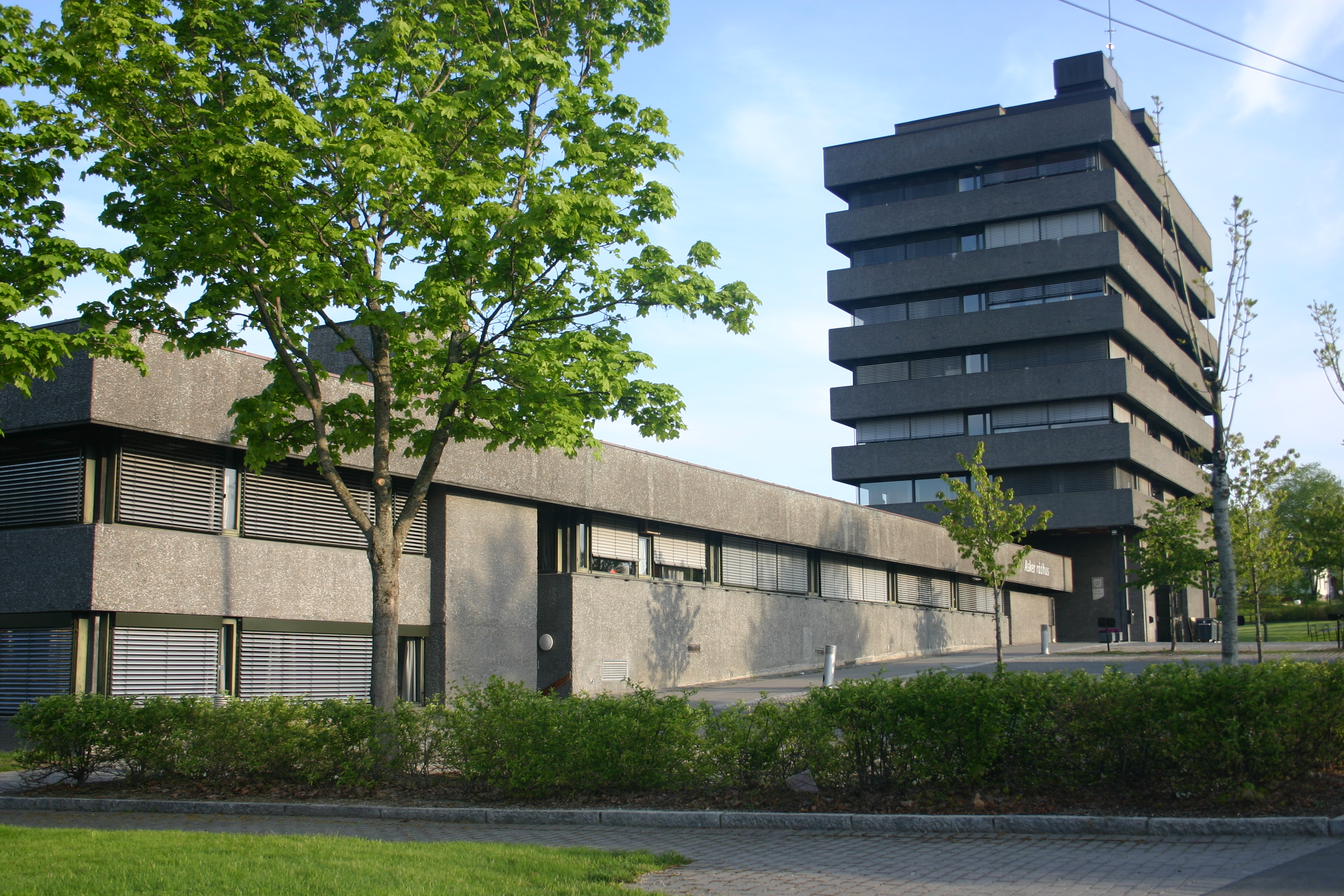
Askers rådhus - östsidan, huvudingång, maj 2010

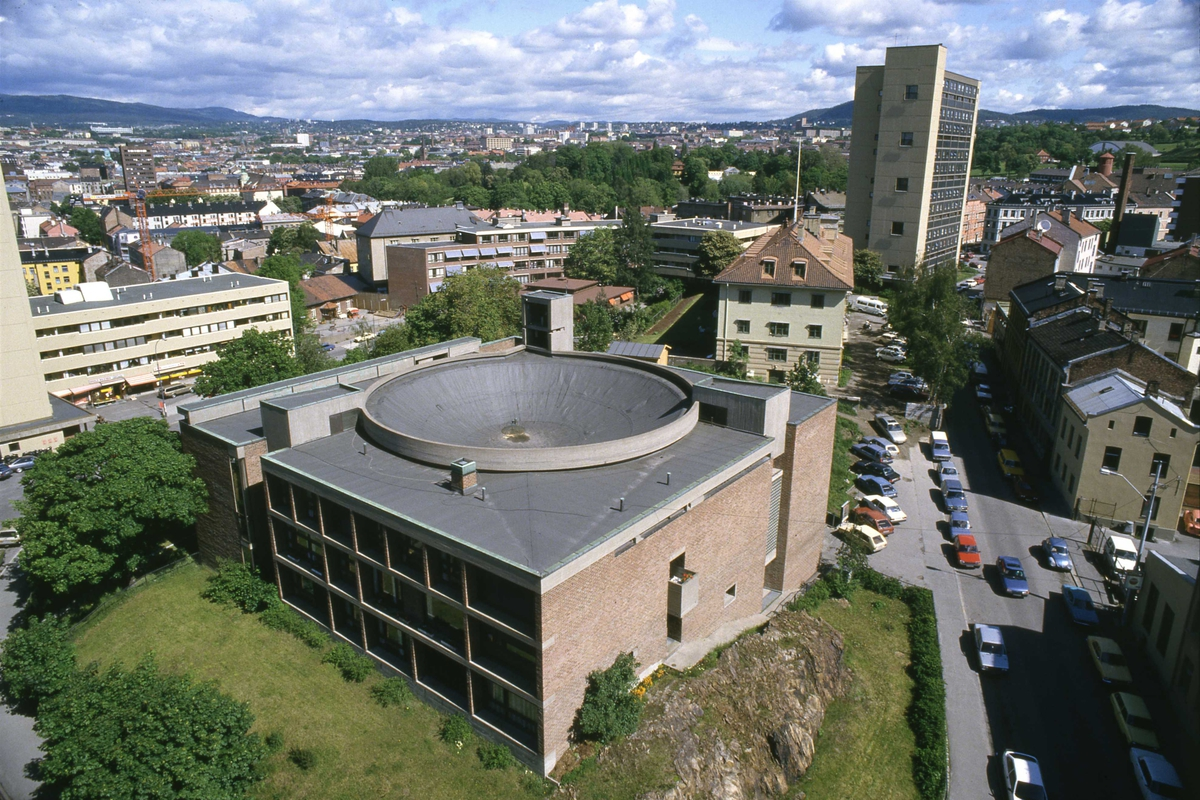
St. Hallvards kyrka och kloster

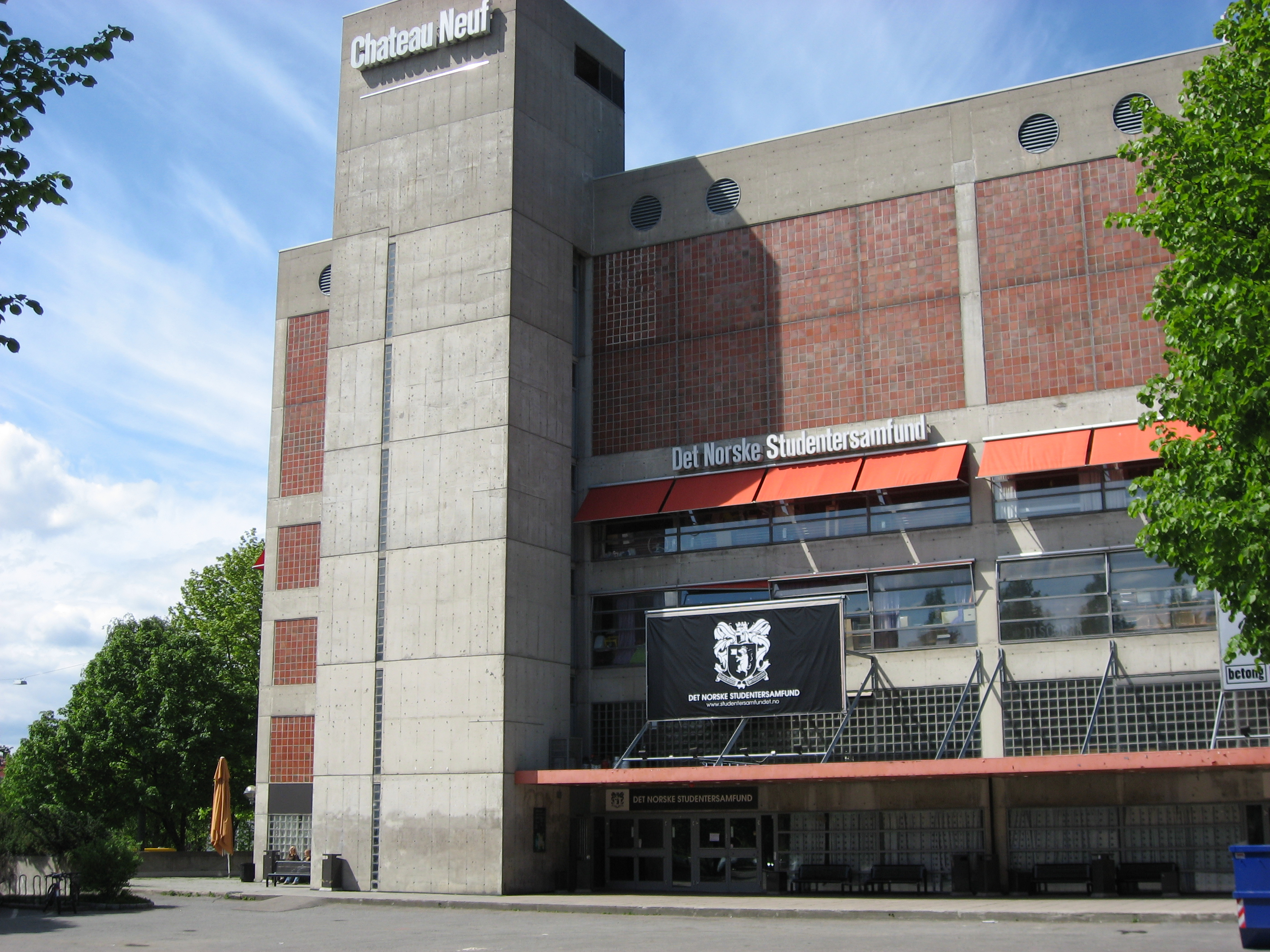
Chateau Neuf, Oslo

## Karriär
År 1957 inbjöds Nils Slaatto och Kjell Lund, då doktorand från Norges Tekniske Høgskole, att delta i en begränsad tävling om en utbyggnad av Akershus läns lantbrukshögskola i Hvam. 1958, när de hade vunnit tävlingen, kunde de starta sin arkitektbyrå, Lund & Slaatto Arkitekter AS, ett samarbete som varade i tre decennier. Som ungdomar i Lillehammer hade Slaatto och Lund båda vandrat runt Maihaugen, ett friluftsmuseum som består av många typer av gamla byggnader. De var påverkade av denna norska träarkitektur, och anpassade urgamla tekniker till moderna produktionskrav. Ett exempel är "Ålstugan" i Hallingdal, designad i samarbete med Jon Haug. 
Arkitektbyrån Lund & Slaatto tilldelades Houen Foundation Award för tre av sina konstruktioner: St. Hallvards kyrka och kloster vid Enerhauggata i Oslo, DNV GLs huvudkontor i Høvik i Bærum och St. Magnus katolska kyrka vid Romeriksgata i Lillestrøm.

### Privatliv
1949 gifte Slaatto sig med Margit Bleken från Trondheim, syster till den berömda norske konstnären Håkon Bleken. När de flyttade till Oslo började Slaatto som ledare för Farmers' Architectural Office.

## Utvalda arbeten
- 1964 – Askers rådhus
- 1966 – Ålhytta
- 1966 - St. Hallvard kirke og kloster
- 1971 – Chateau Neuf
- 1976 – Det norske Veritas I

## Urval av böcker om Lund & Slaattos arbete
- Lund & Slaatto, av Ulf Grønvold, ISBN 82-00-02633-7
- Moe, Ingvild Simers; Eidsvolls plass og Studenterlunden En studie av byrommets funksjonelle, estetiske og symbolske kvaliteter med utgangspunkt i Lund og Slaattos engasjement på 1970- og 80-tallet, Huvuduppgift i Kunsthistorie UiO 2006